# مت کواتا
مت کواتا (انگلیسی: Matt Kuwata؛ زادهٔ ۱۸ ژوئیهٔ ۱۹۹۴) مدل، سلبریتی، موسیقی‌دان اهل ژاپن است.